# From Worlds Highest Building
From Worlds Highest Building er en dansk dokumentarisk stumfilm fra 1911. Filmens instruktør er ukendt.

## Handling
Fra The Singer Building, Metropolitan Tower.